# Tor Fuglevik
Tor Fuglevik (født 7. april 1950) er en norsk radio- og tv-chef. Da Fuglevik var radiodirektør i NRK radio, den norske pendant til Danmarks Radio, grundlagde han den første rent digitale radiokanal (DAB) i verden: NRK Alltid Klassisk blev lanceret den 1. juni 1995.
Tor Fuglevik har studeret på den norske Journalisthøjskole i Oslo og har en kandidatgrad i samfundsvidenskab fra Universitetet i Oslo.
Han startede sin karriere som nyhedsjournalist i NRK radio i 1971. Han blev udnævnt til informationschef i det norske justits- og politiministerium i 1976. Derefter havde Fuglevik forskellige stillinger i NRK: regionschef, radiodirektør og stedfortrædende generaldirektør for NRK. Fra 2002 til 2006 var han generaldirektør for Norges Televisjon (NTV) med henblik på at danne et nationalt digital-tv formidlet via jordnet, og siden 2006 har han været direktør i den norske afdeling af den internationale mediegruppe Modern Times Group (MTG Norge AS).
Fra 2004 til 2010 var han bestyrelsesmedlem af Norsk Sprogråd, som er det rådgivende organ for den norske stat og regering vedrørende sprogrelaterede emner.
Tor Fuglevik er fra 2011 medlem af bestyrelsen for den internationale medielederuddannelse, Leading Media & Entertainment Companies på CBS-SIMI Executive.
Igennem sin karriere har Fuglevik været medlem af en række forskellige styringsråd i European Broadcasting Union (EBU) i Geneve.
Fuglevik har udgivet flere bøger om radio og broadcasting. I 2008 modtog han Prix Radio's ærespris for hans indflydelse på udviklingen af den norske radio.